# 서울방현초등학교
서울방현초등학교는 대한민국 서울특별시 서초구 방배동에 있는 공립 초등학교이다.

## 학교 연혁
- 1990년 4월 6일 서울방현초등학교 설립인가
- 1991년 11월 20일 컴퓨터실 개관
- 1992년 10월 29일 교훈탑 개막, 교문 준공
- 1997년 3월 5일 급식실 개관
- 2006년 8월 28일 운동장 인조잔디 및 우레탄 트랙 설치
- 2007년 12월 28일 운동장 급수대 공사
- 2008년 12월 23일 방송실 현대화 공사
- 2010년 3월 5일 후면동산 출입문 및 계단 조성공사
- 2010년 9월 14일 복도 북쪽창문 및 난간 보호대 설치 공사
- 2011년 4월 8일 돌봄교실 개관
- 2013년 8월 30일 다목적실 개관
- 2015년 7월 10일 학습준비물지원센터 개관
- 2017년 8월 25일 도서실 리모델링 공사
- 2017년 9월 1일 제11대 주미령 교장 취임
- 2017년 9월 20일 급식실 및 관리실 정비공사
- 2017년 10월 23일 전교 방충망 설치 및 식판 교체
- 2017년 11월 1일 다목적실 무대공사 완료, 중앙현관 모니터 설치
- 2017년 11월 10일 교실 및 창의실 책걸상 교체
- 2018년 1월 18일 교내 본관 벽면 도장 공사
- 2018년 2월 22일 각 교실 사물함 교체 및 블라인드 공사
- 2018년 3월 15일 친환경 학교급식 유기농 장독대 설치
- 2018년 4월 16일 학생 화장실 공사 완료
- 2018년 4월 25일 학교 정문 벽면 벽화 그리기
- 2018년 5월 23일 텃밭 정비 및 교문 앞 언덕 계단 설치
- 2018년 5월 28일 미세먼지 측정기 설치
- 2018년 6월 8일 학교 소통이 설치
- 2018년 6월 11일 3D 프린팅 스마트교육 환경 조성
- 2018년 9월 5일 중연창 설치 공사
- 2018년 9월 28일 야외학습장 개선 공사, 꿈을 담은 교실 완공
- 2019년 2월 15일 제28회 졸업식(49명)
- 2019년 8월 23일 교실바닥 개선공사
- 2019년 9월 6일 전 교실 공기청정기 설치(38실)
- 2020년 2월 14일 제29회 졸업식(60명)

## 학교 상징
- 교화 - 철쭉(창조의 은혜로움과 항상 감사하는 마음) : 담홍색의 화사함은 산야를 아름답고 고상하게 꾸밈, 감미로운 정감은 방현 어린이의 곱고 착한 마음씨를 나타냄
- 교목 - 느티나무(우아한 품위와 웅장한 기상, 넓은 도량과 강인한 의지) : 방현 어린이의 늠름한 모습 상징, 학교의 수호목으로 지정(본교 교정에는 3그루가 있음)

## 참고 자료
- 서울방현초등학교 - 한국교육학술정보원 학교알리미